# Wereldkampioenschap rally in 1993
Het Wereldkampioenschap rally in 1993 was de eenentwintigste jaargang van het Wereldkampioenschap rally (internationaal het World Rally Championship), georganiseerd door de Fédération Internationale de l'Automobile (FIA).